# Фаткуллін Фархад Наїльович
Фархад Фаткуллін (народився 2 листопада 1979 в Казані, РРФСР) — татарський громадський діяч, найвідоміший за свою діяльність у просуванні руху Вікімедіа серед неросійськомовних народів Російської Федерації. За це він був оголошений Вікімедійцем року 2018. Загалом він є професійним синхронним перекладачем, який раніше працював для колишнього президента Татарстану Мінтімера Шаймієва.